# Bahnhof Shimizu
Der Bahnhof Shimizu (jap. 清水駅, Shimizu-eki) ist ein Bahnhof auf der japanischen Insel Honshū, betrieben von der Bahngesellschaft JR Central. Er befindet sich in der Präfektur Shizuoka auf dem Gebiet der Stadt Shizuoka, genauer im Bezirk Shimizu-ku.

## Verbindungen
Shimizu ist ein Zwischenbahnhof und früherer Trennungsbahnhof an der von JR Central betriebenen Tōkaidō-Hauptlinie, einer der bedeutendsten Bahnstrecken Japans. Täglich halten sieben Zugpaare des Schnellzugs Fujikawa (ふじかわ), der Shizuoka mit Fuji und Kōfu verbindet. Regionalzüge verkehren, abhängig von Streckenabschnitt und Tageszeit, drei- bis sechsmal pro Stunde zwischen Atami und Shizuoka.

## Anlage
Der Bahnhof steht im Stadtteil Masagochō, am nördlichen Rand des Hafens. Die Anlage ist von Norden nach Süden ausgerichtet und besitzt vier Gleise, von denen zwei dem Personenverkehr dienen. Diese liegen an einem teilweise überdachten Mittelbahnsteig. Hinzu kommt an der Südostseite ein Abstellgleis. Das Empfangsgebäude besitzt die Form eines Reiterbahnhofs, der die ganze Anlage überspannt und gleichzeitig den westlichen mit dem östlichen Bahnhofsvorplatz verbindet. Von den dort befindlichen Busterminals aus verkehren rund zwei Dutzend Buslinien der Gesellschaft Shizutetsu Justline. Ebenso besteht von einem nahegelegenen Hafenbecken aus eine Fährverbindung über die Suruga-Bucht nach Izu.
Im Jahr 2016 zählte der Bahnhof täglich durchschnittlich 10.705 Fahrgäste. Etwa einen halben Kilometer südlich steht der Bahnhof Shin-Shimizu, die östliche Endstation der Shizuoka-Shimizu-Linie.

## Bilder

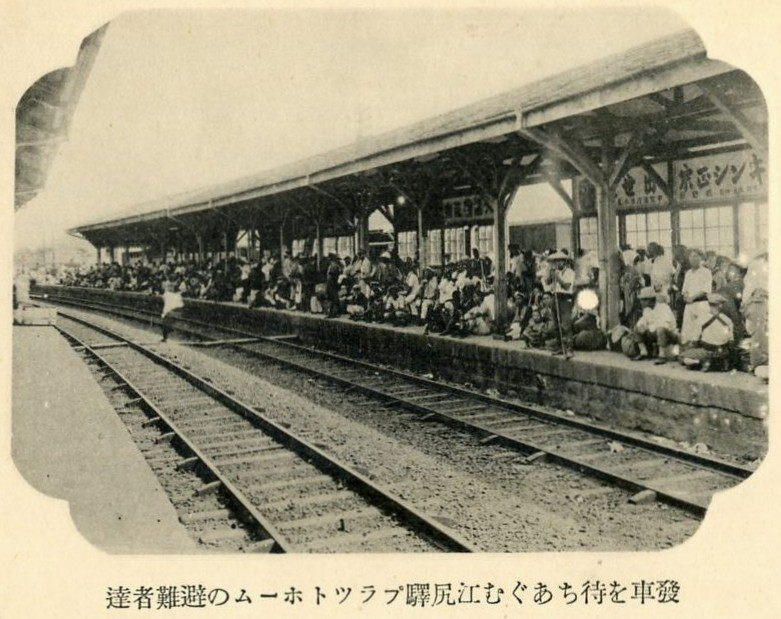
Evakuierte nach dem Großen Kantō-Erdbeben (1923) im Bahnhof Ejiri
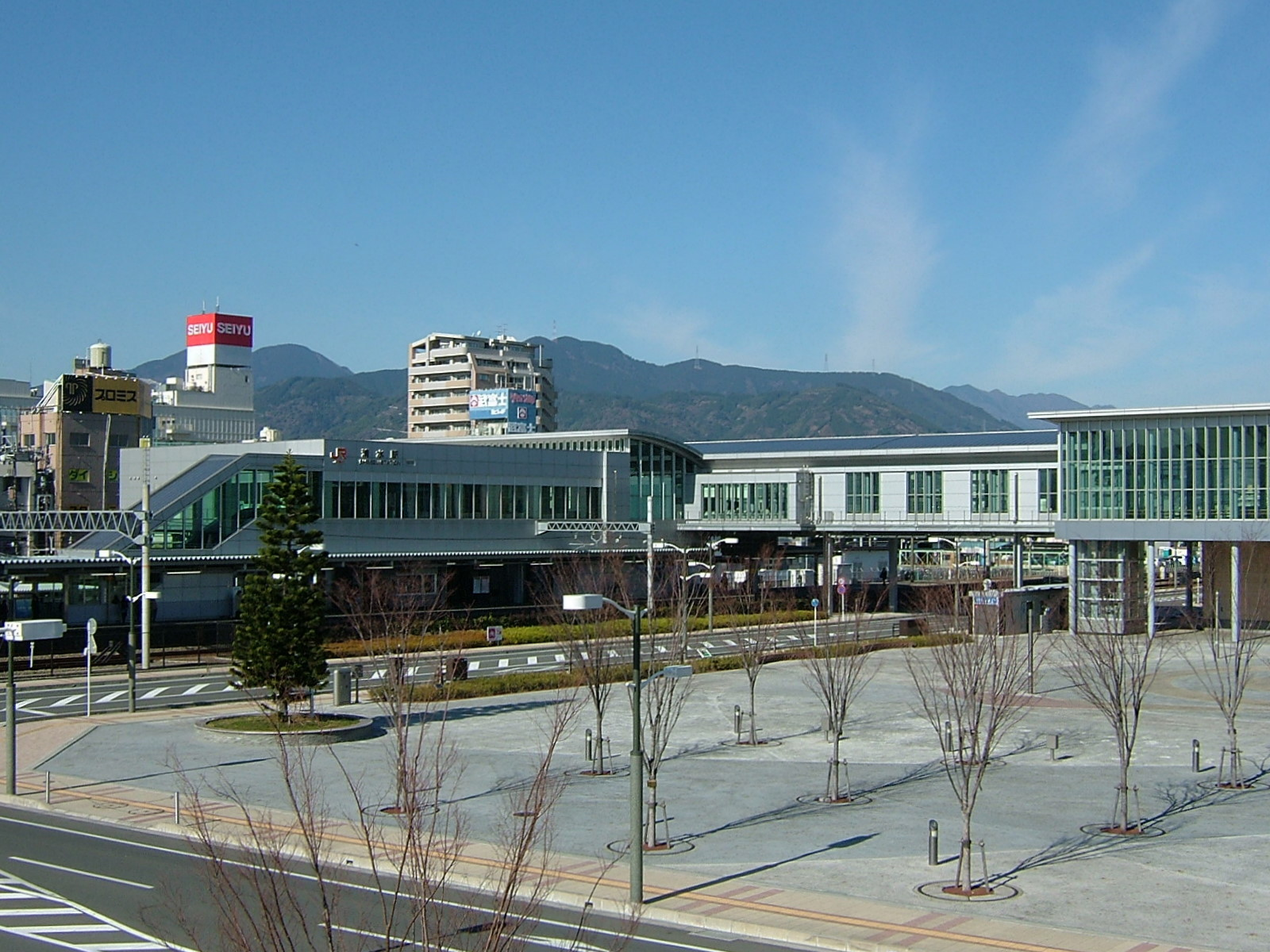
Östlicher Vorplatz
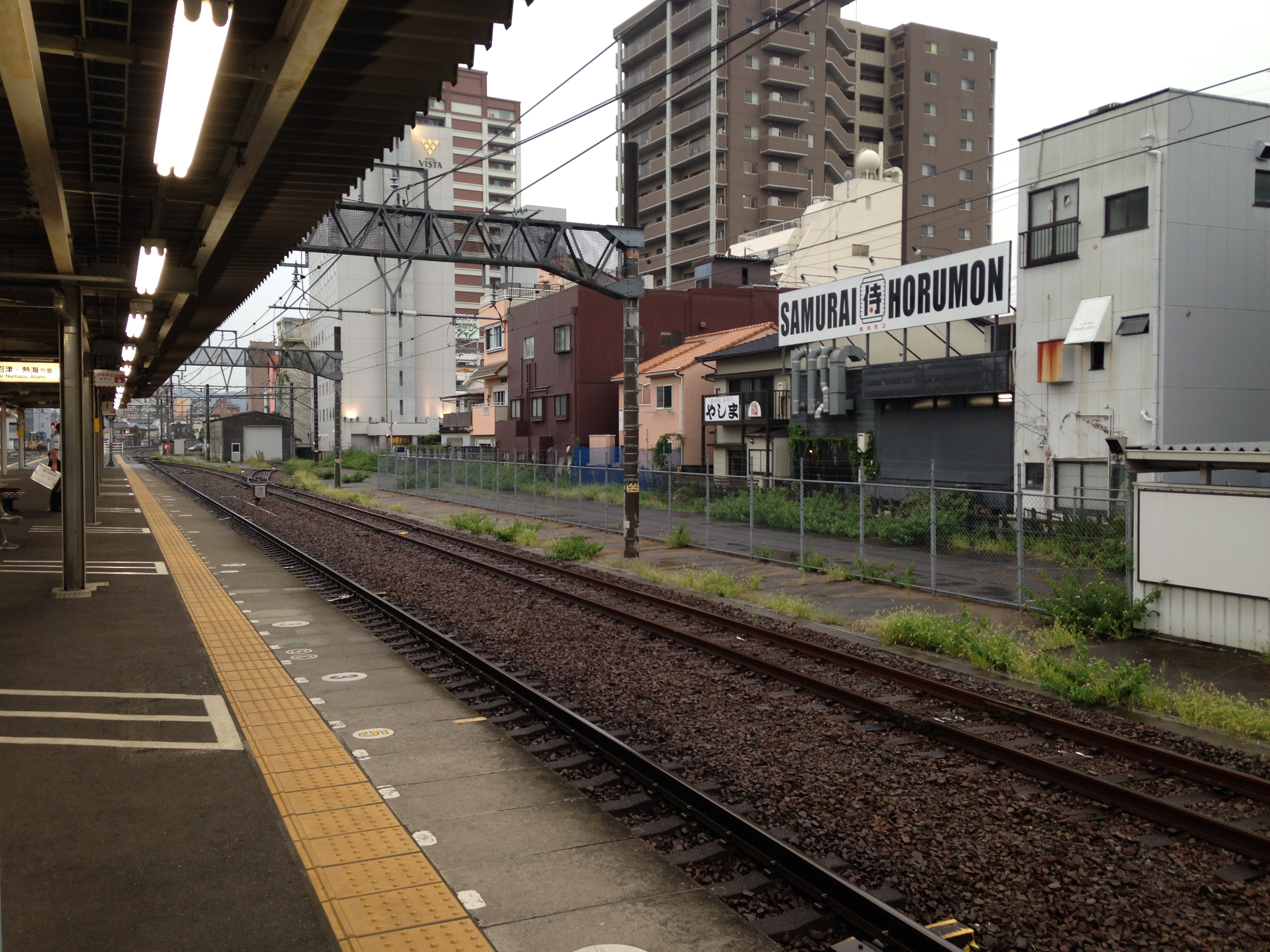
Bahnsteig
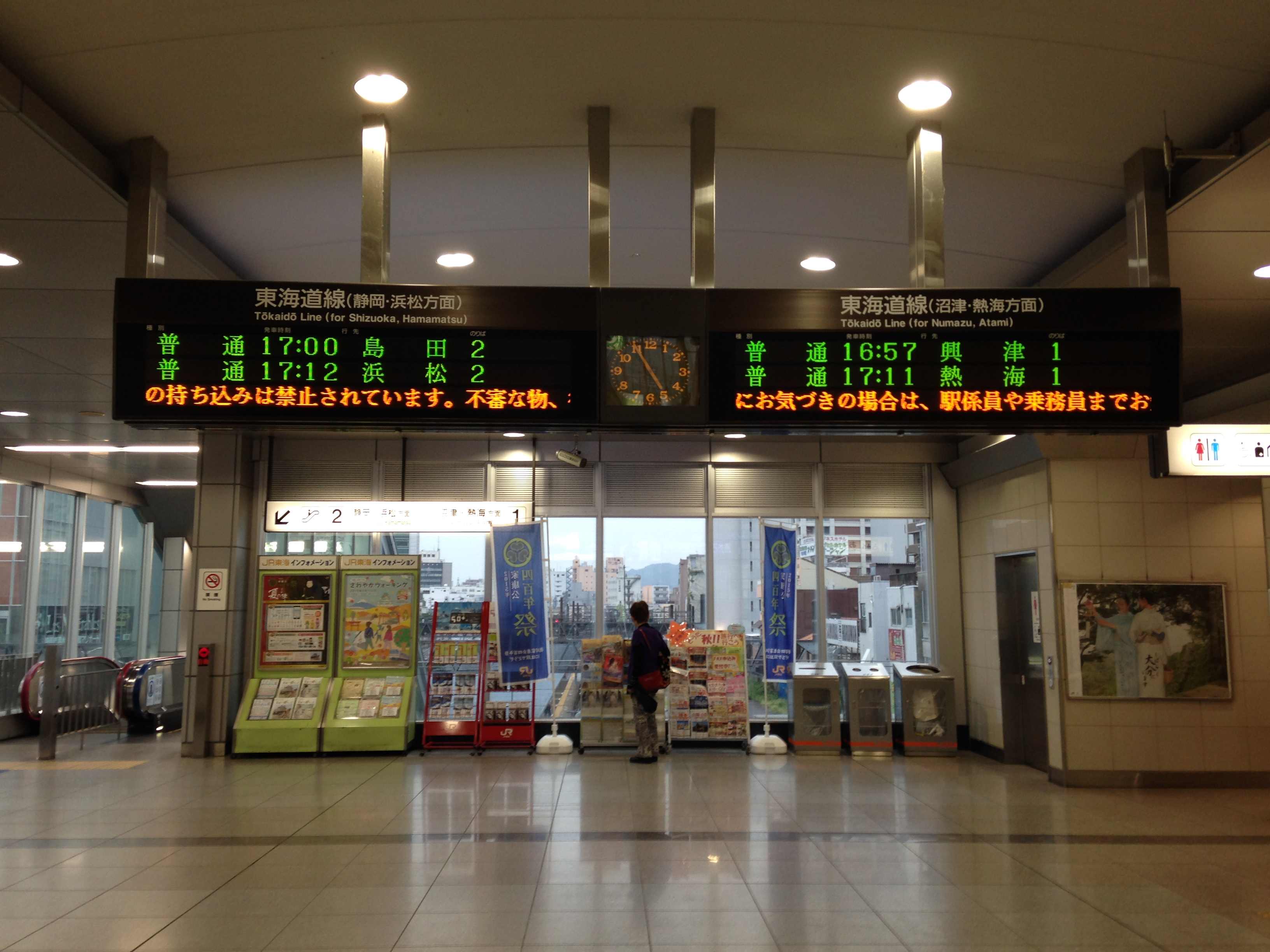
Haupthalle
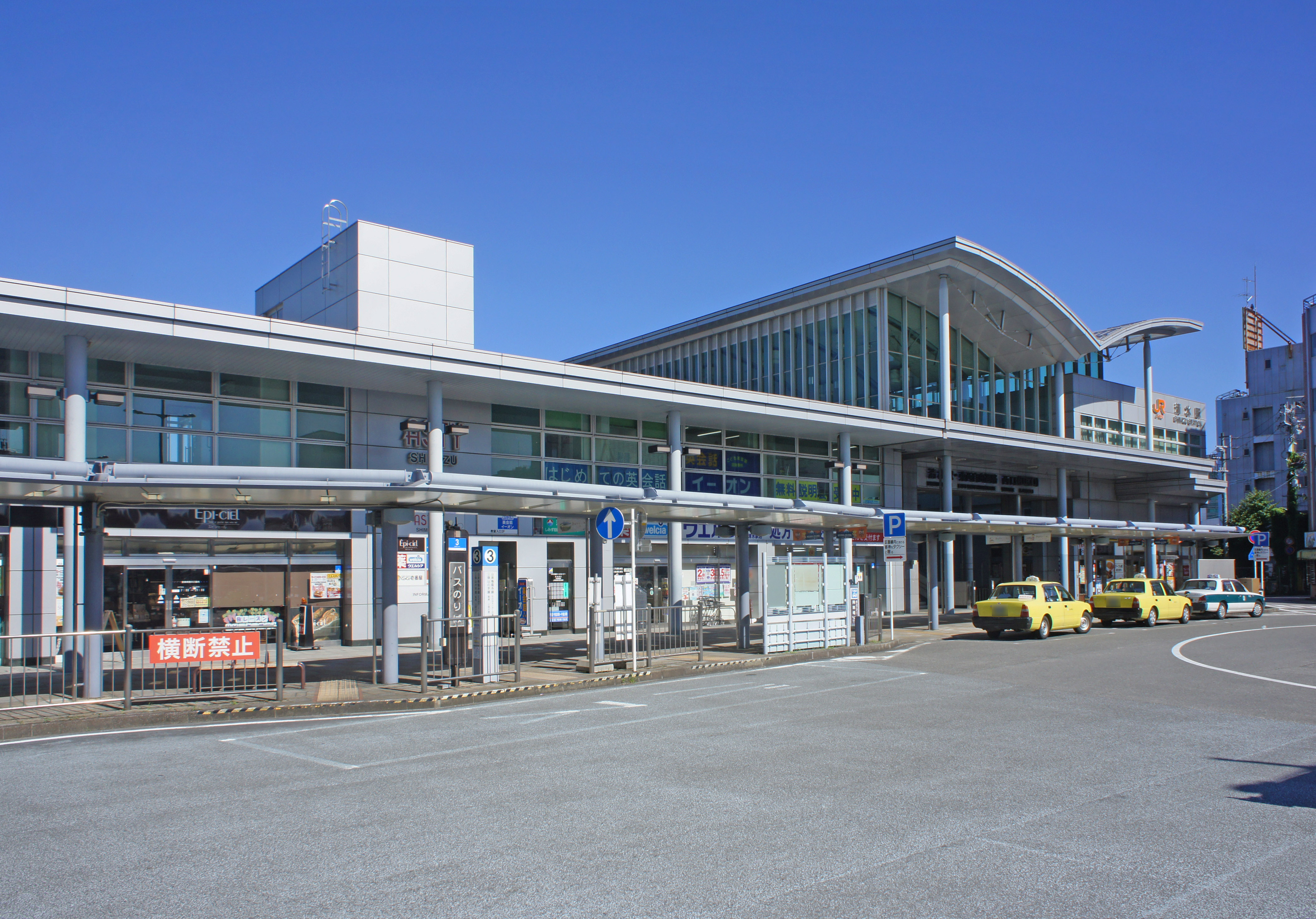
Westeingang

## Linien
| Verlauf der Tōkaidō-Hauptlinie (Atami–Toyohashi) |
| --- |
| Atami • Kannami • Mishima • Numazu • Katahama • Hara • Higashi-Tagonoura • Yoshiwara • Fuji • Fujikawa • Shin-Kambara • Kambara • Yui • Okitsu • Shimizu • Kusanagi • Higashi-Shizuoka • Shizuoka • Abekawa • Mochimune • Yaizu • Nishi-Yaizu • Fujieda • Rokugō • Shimada • Kanaya • Kikugawa • Kakegawa • Aino • Fukuroi • Iwata • Toyodachō • Tenryūgawa • Hamamatsu • Takatsuka • Maisaka • Bentenjima • Araimachi • Washizu • Shinjohara • Futagawa • Toyohashi |

## Geschichte
Die staatliche Eisenbahnverwaltung eröffnete den Bahnhof am 1. Februar 1889, zusammen mit dem Abschnitt Shizuoka–Kōzu der Tōkaidō-Hauptlinie (wobei ein Teil davon der heutigen Gotemba-Linie entspricht). Zunächst trug der Bahnhof den Namen Ejiri (江尻). Er war nach der Ejiri-juku benannt, einer Poststation an der historischen Tōkaidō-Straße. Mit der Eröffnung der hier abzweigenden Shimizukō-Linie zum Hafen am 10. Juli 1916 (zunächst nur für den Güterverkehr) entwickelte sich der Bahnhof zu einem Verkehrsknotenpunkt. Seinen heutigen Namen erhielt er am 1. Dezember 1934. Von 1929 bis 1974 führte die Straßenbahn Shimizu am Bahnhof vorbei.
Das Eisenbahnministerium führte am 1. Dezember 1944 auf der Shimizukō-Linie auch Personenverkehr ein. Aus Kostengründen legte die Japanische Staatsbahn den nur wenige Jahre bestehenden Containerterminal am 16. Januar 1984 still und konzentrierte diese Tätigkeit im Bahnhof Higashi-Shizuoka. Die Stilllegung der Shimizukō-Linie erfolgte am 1. April desselben Jahres, am 1. November 1986 wurde auch die Gepäckaufgabe eingestellt. Im Rahmen der Staatsbahnprivatisierung ging der Bahnhof am 1. April 1987 in den Besitz der neuen Gesellschaft JR Central über. JR Freight betrieb bis August 2001 ein Anschlussgleis zum östlich des Bahnhofs gelegenen Erdöl-Tanklager des Unternehmens Tōnen General Sekiyu, bis April 2002 sporadisch auch Wagenladungsverkehr.